# チシマヒカゲノカズラ
チシマヒカゲノカズラ（千島日陰鬘、学名：Diphasiastrum alpinum、英:alpine clubmoss）は、ヒカゲノカズラ植物門アスヒカズラ属の植物。北半球で最も高緯度まで分布を広げている広義シダ植物の一つで、日本国内では主に高山帯に分布する。基準産地はスウェーデン。染色体数は日本国外の報告でn=22, 23, 24。1733年にカール・フォン・リンネの『Flora Lapponica』にフィンランド産の標本が記載されている。

## 特徴
ヒカゲノカズラのように匍匐し胞子嚢穂を付けるがかなり小型の常緑性植物。主軸は径1 -2.2mmで地上か落葉の上を長く這う匍匐茎となり不規則に分岐する。側枝は高さ3 - 8cmで斜上ないし直立し3 - 4回叉状分岐する。葉は4列に付き、腹面の葉は背面の葉より短く双方とも茎に圧着する。側枝は中部まで茎と圧着し上部は内曲し先端は鋭く尖って固い。胞子嚢穂は無柄で小枝に頂生し、長さ0.6 - 2cmの円柱形。胞子葉は広卵形、鋭尖頭で辺縁は膜質。染色体数と生殖様式は日本産では未知で、国外の報告ではn=22, 23, 24の2倍体で生殖様式は2倍体有性生殖。
本種はアスヒカズラ属の他種との交雑がいくつか報告されており、アスヒカズラと本種との雑種はヨーロッパでやや普通に見られる他、タカネヒカゲノカズラとの交雑も報告されている。

## 分布等
高山ツンドラや亜高山帯のコケが生えた向陽斜面や岩屑地でやや酸性の場所に自生し、日本国内では福井県以東の本州および北海道。国外では極東ロシア、中央アジア、朝鮮、中国、モンゴル、北アメリカに分布し、基準産地はスウェーデン。寒冷気候に強く、広義シダ植物では北半球の最も高緯度まで分布する種の一つ

## 系統分類
分子系統解析で基本染色体数n=23のアスヒカズラ属 (Diphasiastrum)として単系統性が支持されている。アスヒカズラ属を独立属としない場合はヒカゲノカズラ属(Lycopodium)とした上でアスヒカズラ亜属を設ける場合がある。

## 変種
- ミヤマヒカゲノカズラDiphasiastrum alpinum var.plgniramulosum シノニム: Lycopodium alpinum var.plgniramulosum Takeda

北海道羊蹄山を基準産地とする変種で、側葉と枝の合着の程度が低い。タカネヒカゲノカズラと似ているが、タカネヒカゲノカズラは葉が5列に並ぶのに対し、本変種は葉が4列に並ぶ点で区別できる。チシマヒカゲノカズラとは明確に区別しにくく、岩槻(1992)と海老原(2016)では本変種を特に区別していない。